# 불어오라 바람아
《불어오라 바람아》는 한영애의 네 번째 정규 앨범이다. 대중음악전문지 서브(SUB)가 1998년 12월호에서 선정한 ‘한국대중음악사 100대 명반’에 33위로 꼽혔다.

## 수록곡
1. 불어오라 바람아 (한영애 작사·이병우 작곡) - 4:59
2. 너의 이름 (이정선 작사·작곡) - 4:17
3. 상사꽃 (한영애 작사·이병우 작곡) - 5:04
4. 가을 시선 (한영애 작사·이병우 작곡) - 3:30
5. 창밖에 서있는 너는 누구 (한영애 작사·작곡) - 4:35
6. 돌아오지 못한 사람 (한영애, 장제훈 작사·한영애 작곡) - 4:23
7. 감사의 시간 (한영애 작사·작곡) - 5:12
8. 상사꽃 (Acoustic version) (한영애 작사·이병우 작곡) - 3:35

## 함께 만든 사람들
- 제작 : 송홍섭
- 녹음 : 이훈석, 김병찬, 박권일
- 믹스 : 이훈석
- 스튜디오 : DMR Studio, Lead Sound, Seoul Sound
- 디자인 : 황정숙
- 사진 : IOS Studio
- 편곡 : 송홍섭, 이병우
- 피아노, 키보드 : 정원영, 김광민
- 베이스 : 강기영, 이태윤
- 드럼 : 김민기, 배수연
- 일렉 기타 : 신윤철, 이병우, 박충귀
- 어쿠스틱 기타 : 손진태
- 코러스 : 한영애, 이정선, 이상익, 김재우